# الدوري البرازيلي الدرجة الأولى 1966
الدوري البرازيلي الدرجة الأولى 1966 هو الموسم 8 من الدوري البرازيلي الدرجة الأولى. أقيم خلال الفترة 10 يوليو 1966 وحتى 7 ديسمبر 1966، وأشرف على تنظيمه Brazilian Sports Confederation ‏، وكان عدد الأندية المشاركة فيه 22، وفاز فيه نادي كروزيرو.